# Robe de mariée
Pour les articles homonymes, voir Robe.

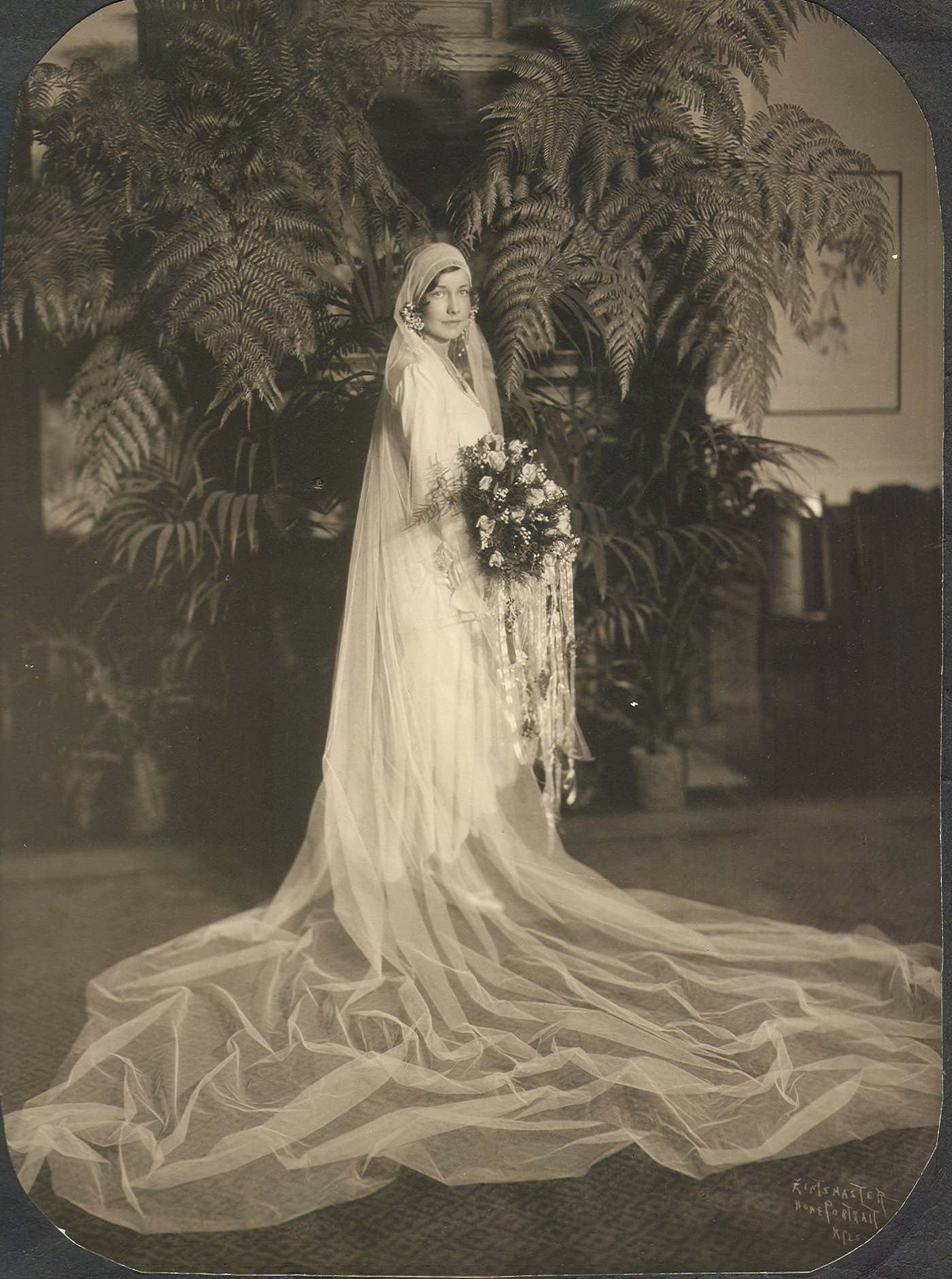
Une robe de mariée en 1929.

Une robe de mariée est un vêtement traditionnel que porte la mariée le jour de ses noces. Fréquemment plusieurs accessoires tels que de longs gants blancs, le chapeau, le voile ou le bouquet fleuri viennent compléter la composition, participant ainsi à rendre la mariée belle et porteuse de valeurs symboliques.

## Histoire de la robe de mariée
Dans la Grèce antique, la femme porte un chiton fermé par une ceinture appelée zonè. Celle-ci est fermée sur le devant et signifie la chasteté ; la dénouer renvoie à l'accomplissement de l'acte sexuel. La mariée porte un voile.
Dans le mariage de la Rome antique, la promise est vêtue de la tunica recta, tunique blanche tissée de façon traditionnelle qui descend jusqu'aux pieds. La taille est ceinte par un nœud d'Héraclès que seul le marié a le droit de dénouer.  
Au Moyen Âge, il n'est pas d'usage de porter une robe spécifique pour le mariage mais plus simplement sa plus jolie robe quelle que soit la couleur (y compris le noir, notamment si le futur marié est veuf), même dans les milieux favorisés. Les rapports détaillés des mariages princiers en France montrent l'usage de robes en tissus de couleurs, le blanc étant souvent présent par des bordures de fourrure en hermine alors que chez les paysans, la robe est majoritairement rouge jusqu'au XIXe siècle car la garance avec laquelle elle est teinte est alors le colorant le plus résistant à l'eau, à l'air et à la lumière. Au XIVe siècle, la mode est à la « cotardie » (ou « cotte hardie »), un genre de « surcot » avec manches, traîne et ceinture. Les tableaux de l'époque témoignent d'ailleurs que c'est seulement à la Renaissance que les épouses des familles aristocratiques commencent à revêtir une robe de couleur blanche : la tradition rapporte que cette mode s'est propagée grâce à Marie Stuart qui a porté une robe blanche lors de son mariage avec Francois II, le blanc étant la couleur de sa famille d'origine les Guise, à moins qu'il ne s'agisse de la couleur du deuil (blanche à cette époque) de son père qu'elle portait le jour de son mariage.
Les siècles suivants, les robes de mariée retrouvent des couleurs, le noir étant le plus prisé car elles peuvent être portées plusieurs fois notamment dans les couches paysannes (par exemple pour la messe de relevailles). 
Le mariage de la reine Victoria en robe de mariée blanche en 1840 réintroduit cette couleur. Par cette inspiration, les robes de mariée deviennent blanches chez les classes aisées puis dans les classes populaires au XXe siècle. Avant la reine Victoria, les robes de mariées étaient de couleurs diverses, même si le rouge était le plus populaire. Les femmes mettaient leur plus belle robe, qui était portée à d'autres occasion. Le blanc devient symbole de pureté, de richesse (les robes blanches coûtaient plus cher) et d'innocence. De plus, il rend mieux sur photographies de l'époque. Au XIXe siècle, les robes de mariées se répandent sous l'influence des grands magasins. C'est avec la prospérité suivant la Seconde Guerre mondiale que la robe de mariée blanche et portée une seule fois se répand dans toutes les classes sociales. 

### Bouquet de mariée

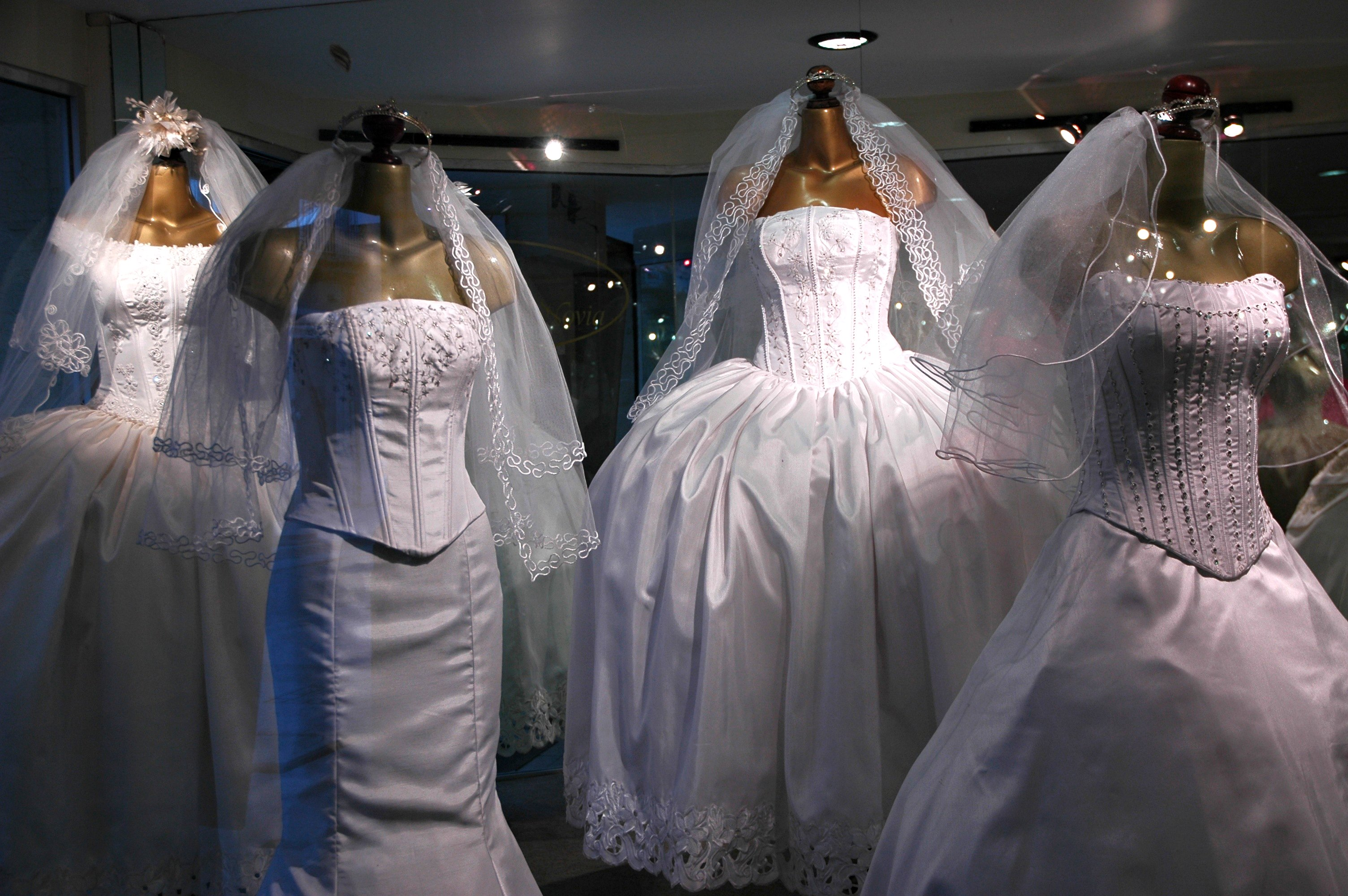
Robe bustier.

De nos jours, un bouquet de fleurs complète presque toujours la tenue du grand jour. La tradition du bouquet de mariée est, comme celle de la robe de mariée, intimement liée à l'histoire du catholicisme. La première trace des bouquets de mariée remonte ainsi à l'époque des croisades, lorsque les combattants de retour d'Orient importèrent la tradition selon laquelle la future mariée devait confectionner un bouquet de fleurs d'oranger (symbole de pureté) pour signifier l'événement à venir. La tradition a ensuite évolué au fil des siècles, et de 1850 à 1914, le bouquet traditionnel devait par exemple être conservé pendant toute la durée du mariage dans un « globe de marié » (en fait un globe de verre recouvrant un coussinet). Depuis près d'un siècle, le bouquet de marié est toujours utilisé, mais selon des aspects moins formels et cadrés. Les formes, couleurs et compositions des bouquets peuvent être très variées et de nouvelles coutumes comme le lancer de bouquet ont vu le jour.
En Lorraine, le bouquet de la mariée était déposé sur l'autel dédié à la Vierge Marie.

### De nos jours
Au début du XXIe siècle, environ 75 % des robes de mariée sur le marché sont sans manches et sans bretelles,. D'autres mariées préfèrent des styles plus modestes avec des manches, des décolletés plus hauts et des dos couverts. La plupart des robes de mariée d'aujourd'hui ont des dos à lacets ou des fermetures à glissière. Les robes de mariée peuvent également être longues ou courtes, selon le type de mariage. De nombreuses robes de cérémonie occidentales sont dérivées de costumes rituels chrétiens. Il était donc nécessaire de réduire l'exposition cutanée. En réponse à cette tendance, les robes sans manches ou sans bretelles portent souvent de longs gants blancs.
La robe de mariée est également le symbole de clôture de défilé pour la haute couture, ce rituel étant introduit par Christian Dior dans les années 1950. Dans la mode, c'est un honneur pour un mannequin d'apparaitre finalement avec celle-ci, comme par ailleurs le fait d'ouvrir le défilé, preuve d'une notoriété ou influence, à l'image de Laetitia Casta plusieurs fois en mariée pour Yves Saint Laurent.

## Les robes de mariées dans le monde

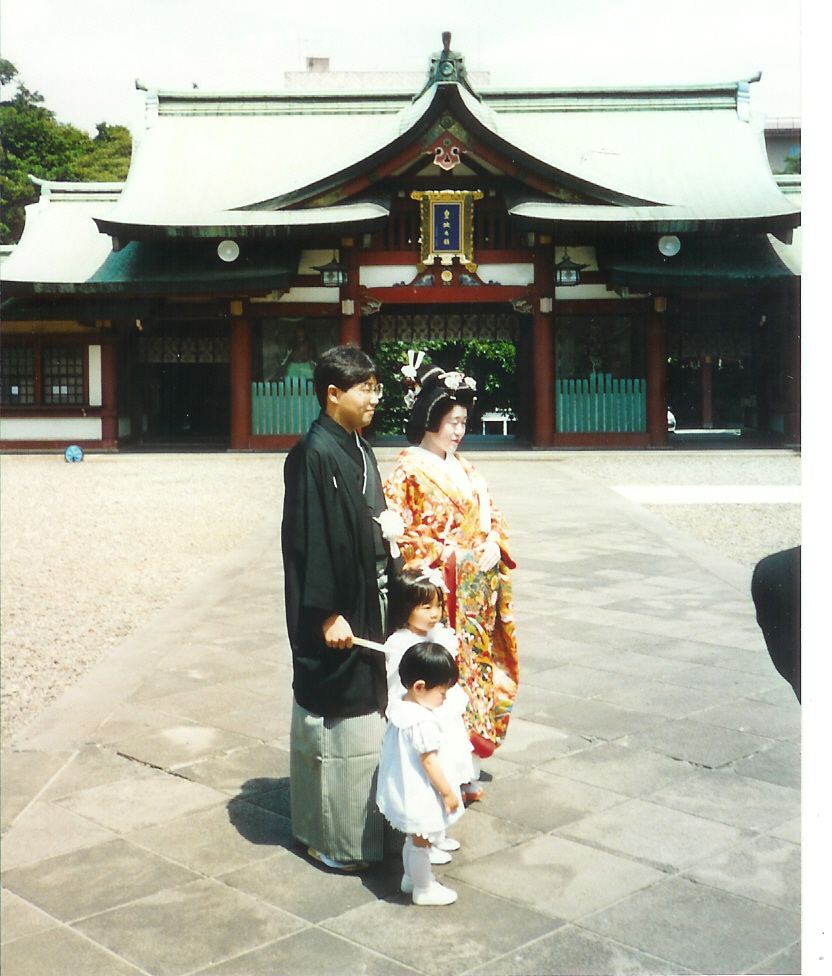
Mariage au Japon.

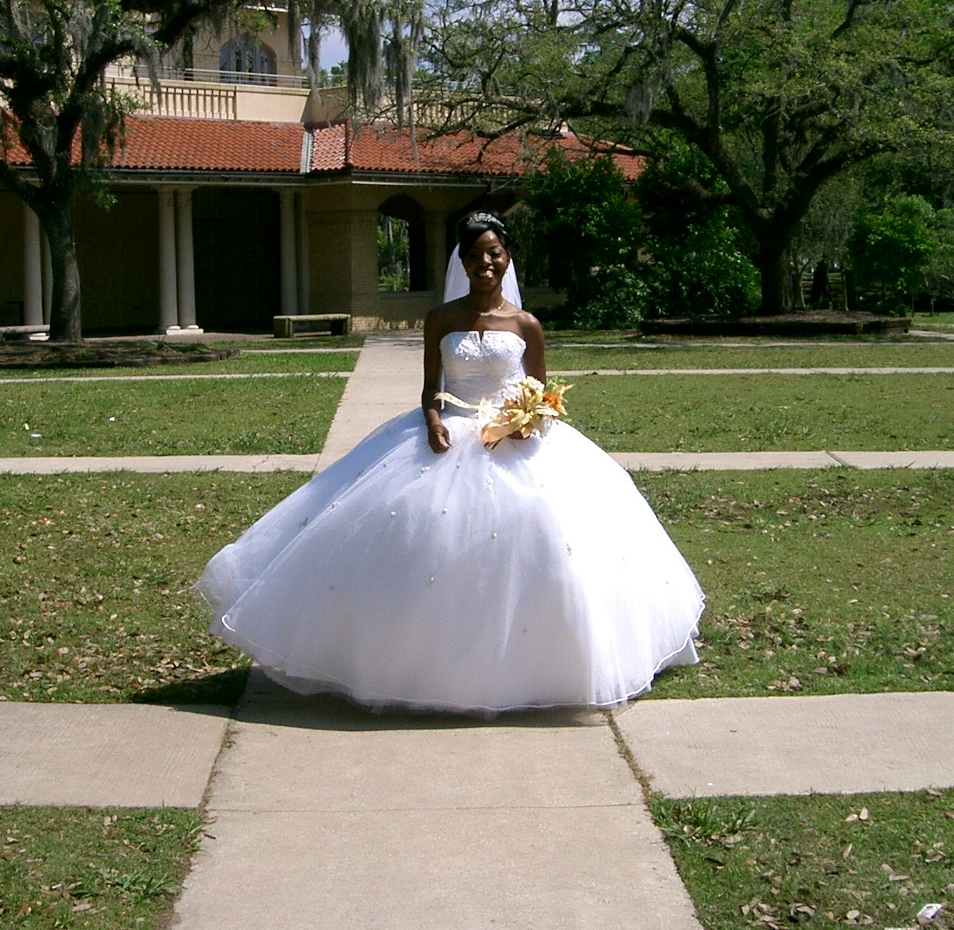
Robe de mariée à la Nouvelle Orléans.

Au Maghreb, la tradition veut que la mariée change sept fois de tenue, parfois moins en pratique, lors des noces qui durent souvent plusieurs jours,. Pour la changer, la mariée est aidée par une Negafa au Maroc et Machta en Algérie.
Traditionnellement en Espagne et plus particulièrement en Andalousie, la mariée porte une robe en soie, un châle et une mantille en dentelle de couleur noire.
En Inde, la mariée porte traditionnellement un sari rouge vermillon comportant des dorures. Des dessins au henné sont faits sur la paume de ses mains et elle porte de nombreux bijoux.
Au Kenya, la mariée porte une tenue brodée de perles de verre. Elle a le crâne presque rasé et porte une coiffe avec des perles. Elle porte des bijoux, notamment des boucles d'oreilles volumineuses.  
On[style à revoir] assiste toujours plus fréquemment à une occidentalisation de la robe de mariée à travers le monde. La diffusion des photos de mariage de célébrités joue fortement sur la mode des robes de mariage. Pour autant, certaines traditions demeurent. En Chine, le hanfu, vêtement traditionnel de la mariée est rouge, de même que beaucoup d'autres décorations du mariage. Au Sénégal, le boubou très décoré et assorti à celui du marié est de mise. En Roumanie, la tradition voulait que la mariée tricote elle-même sa jupe de mariée en laine. Chez les Amish aux États-Unis, la tenue de mariage des femmes est traditionnellement bleue ou noire et la future mariée doit la tricoter elle-même. Aux Antilles, le tissu madras continue de parer de nombreuses robes de mariée.
Dans la cérémonie du mariage shinto au Japon, la mariée porte un Shiromuku.

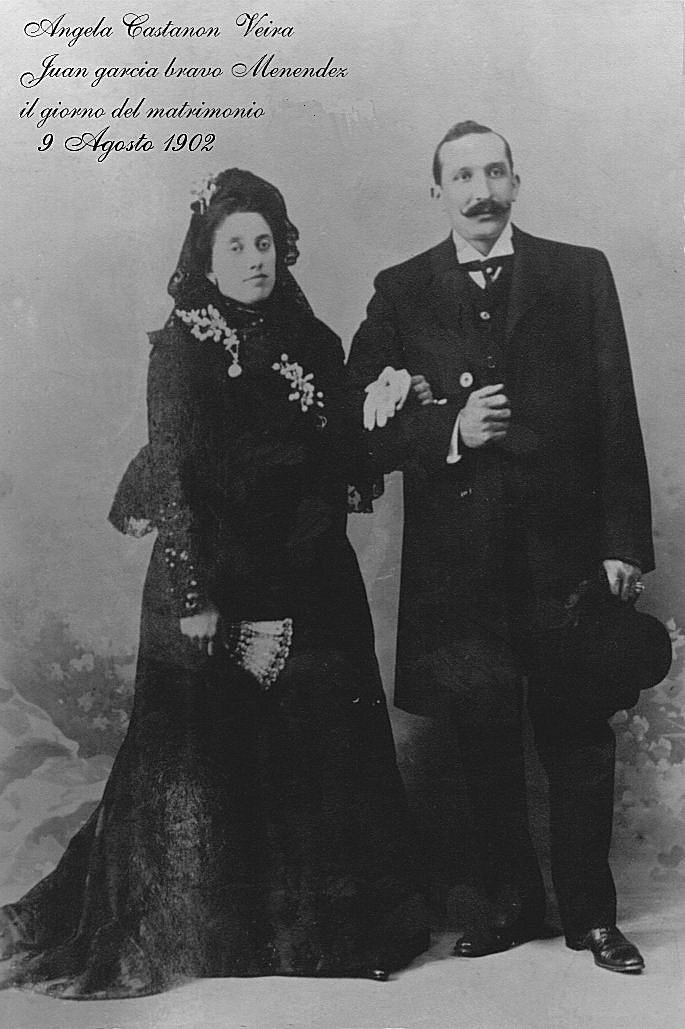
Mariage en Espagne en 1902.
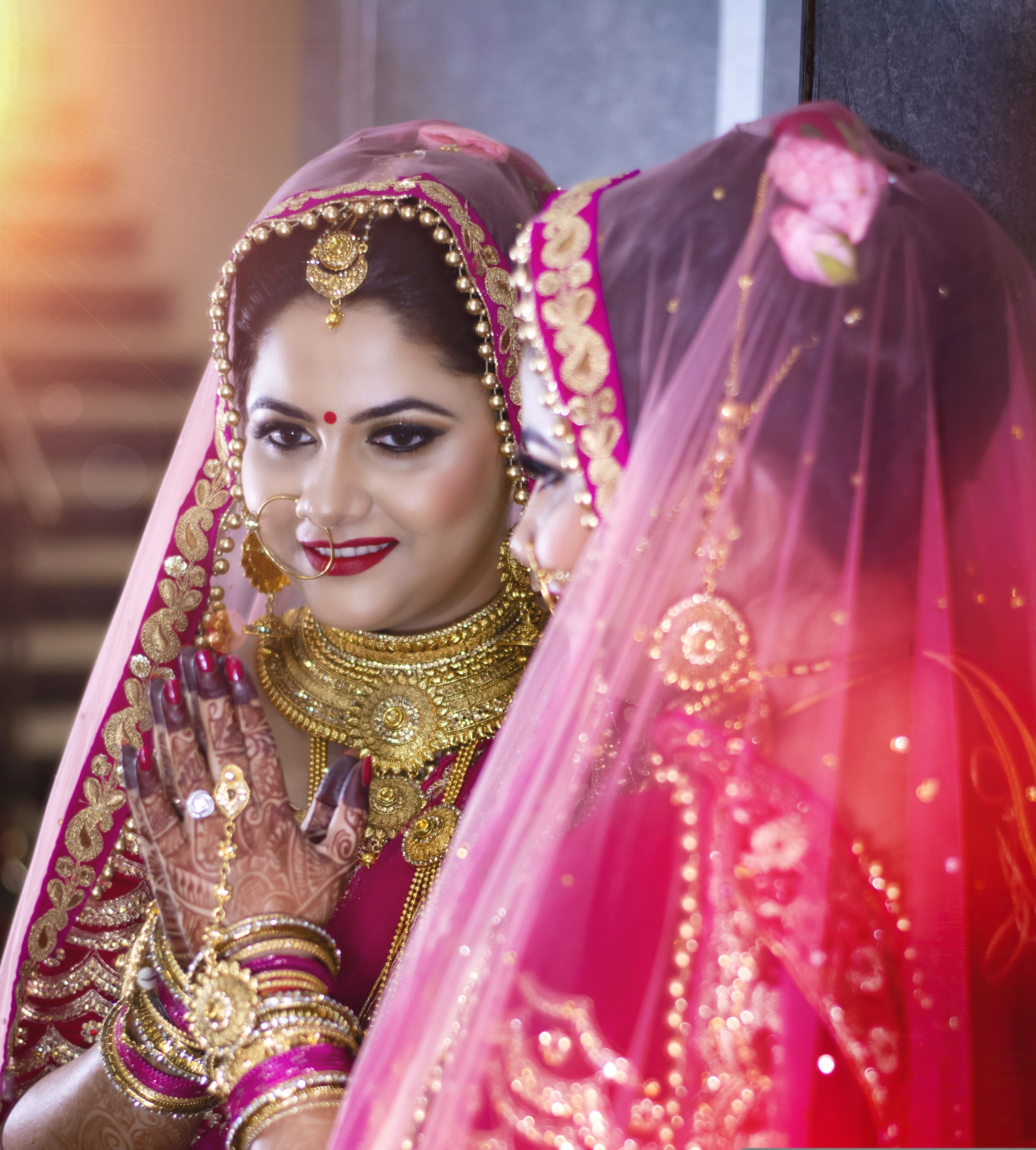
Mariée en Inde.
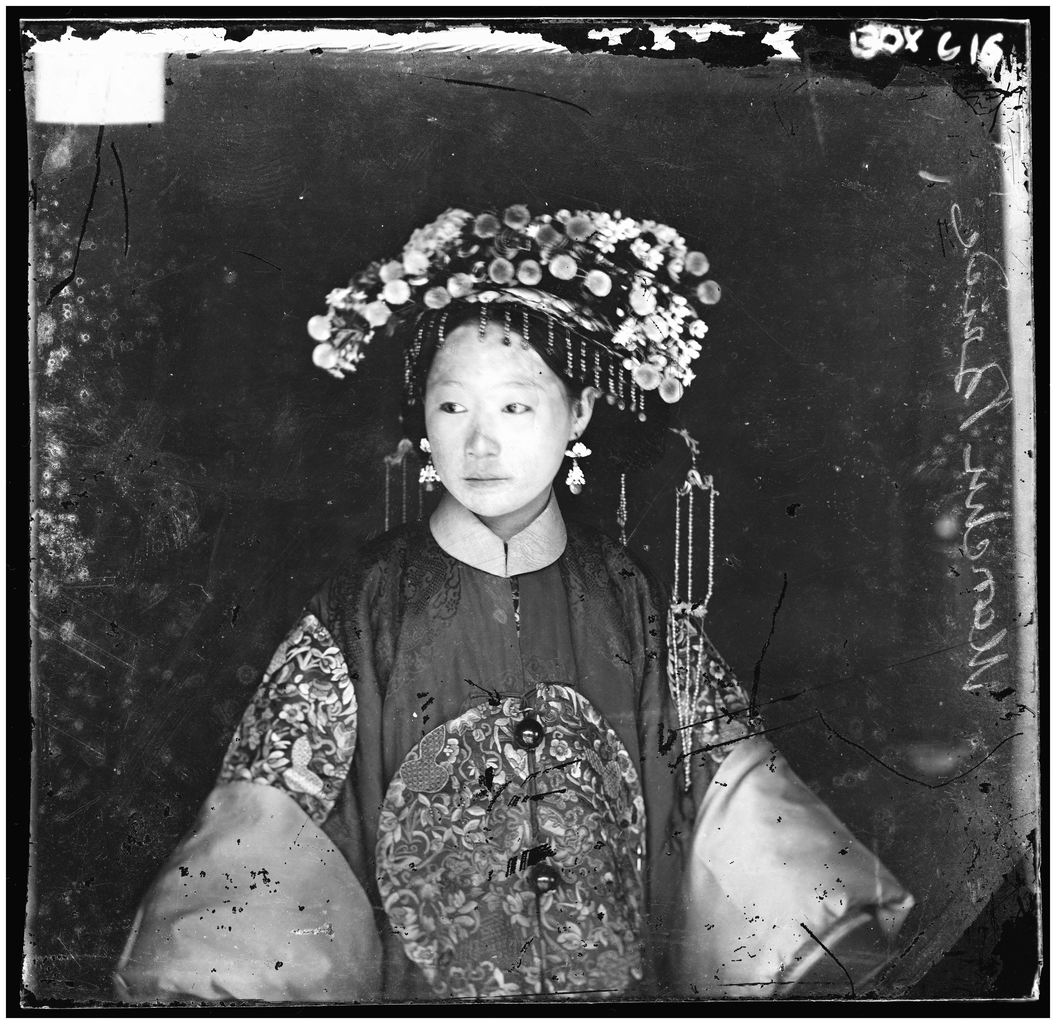
Mariée mandchoue en 1871.
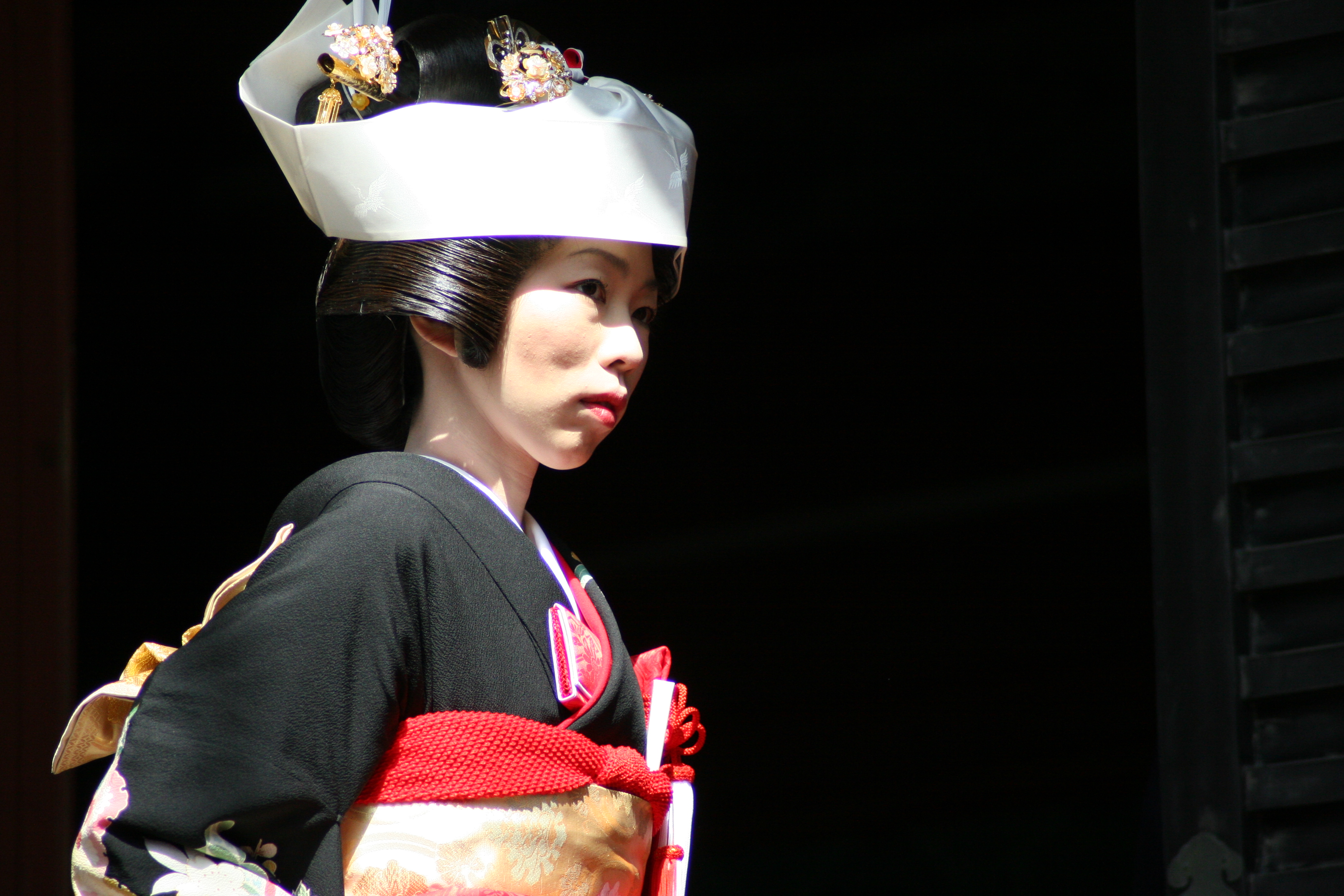
Mariée au Japon.
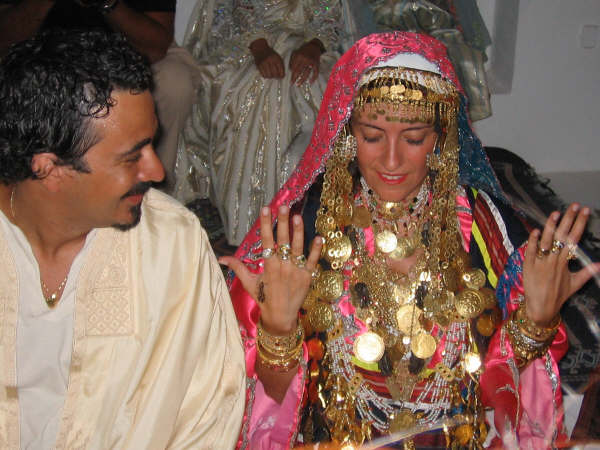
Mariée en Tunisie.
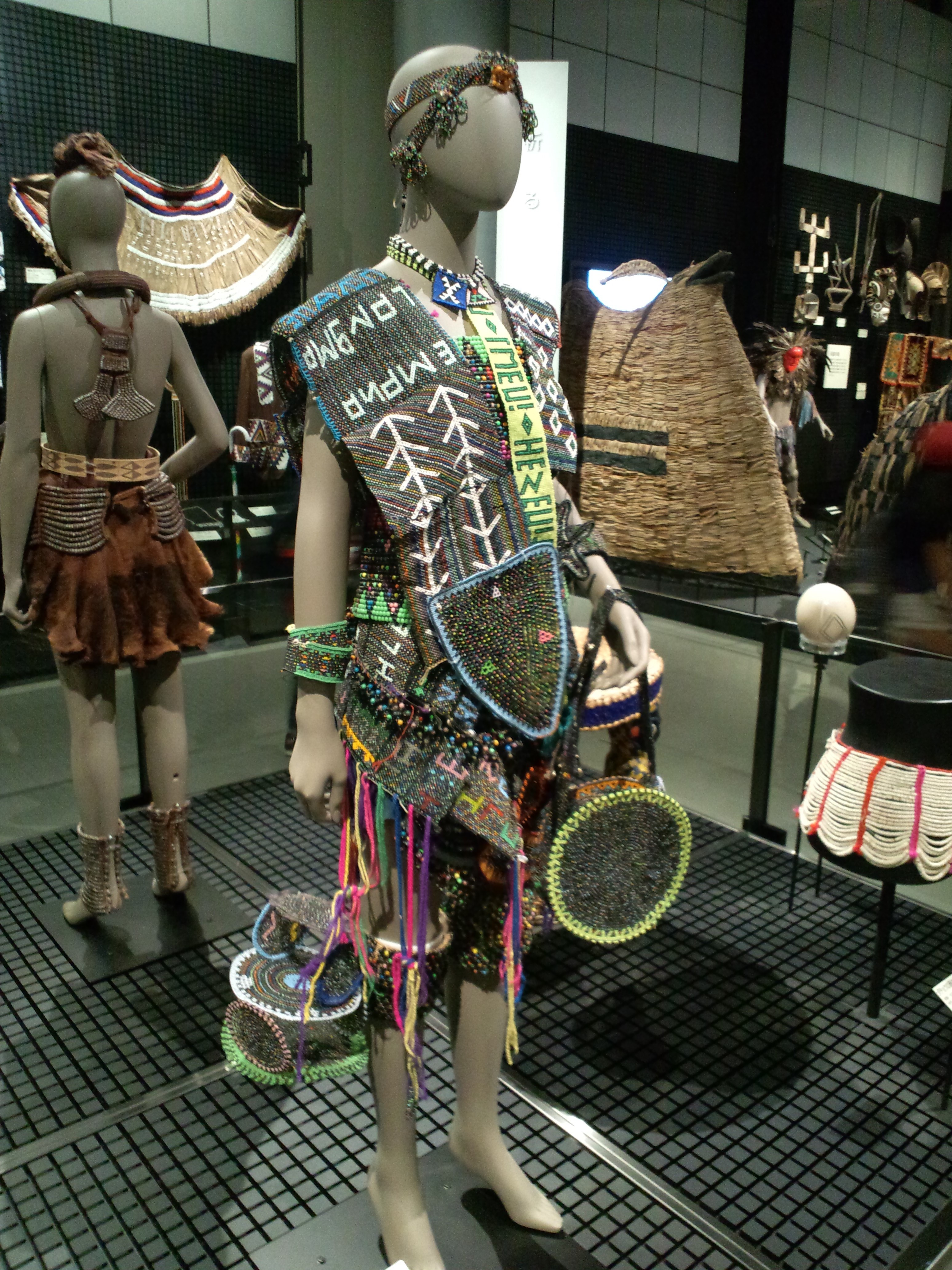
Tenue de mariage zoulou en Afrique du Sud.
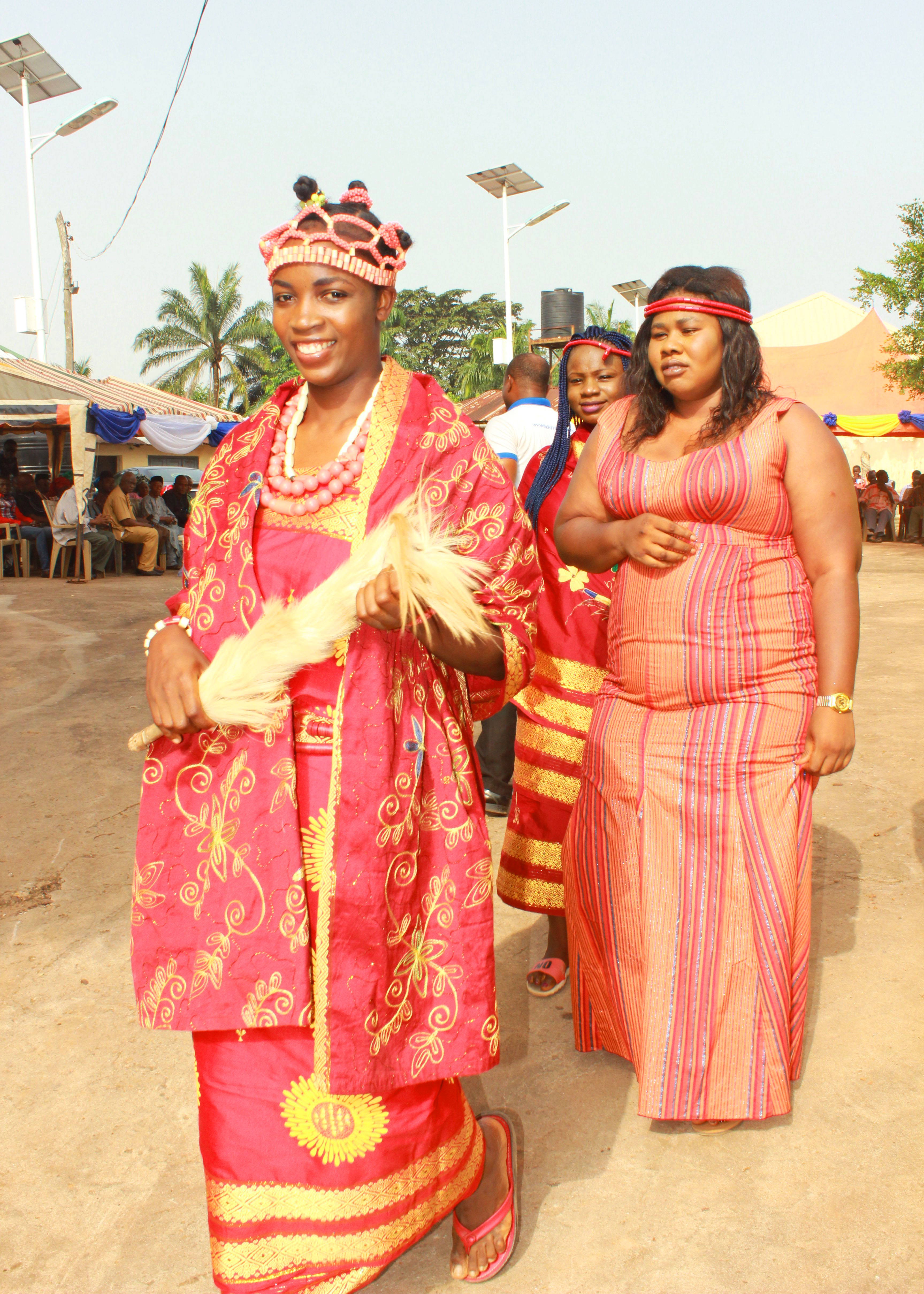
Mariée igbo au Nigeria.
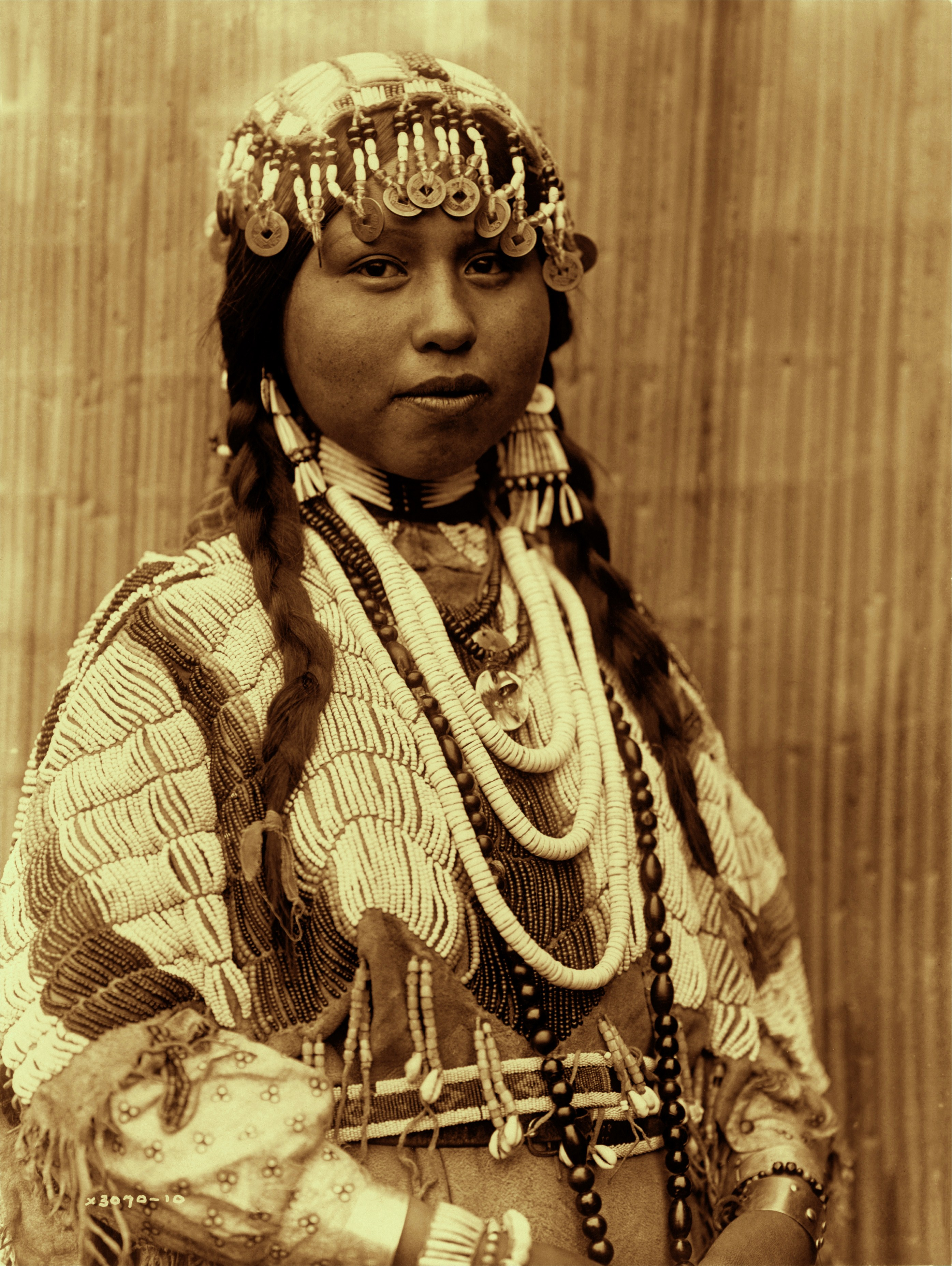
Mariée dans l'Oregon, États-Unis, en 1910.